# Ömürbek Babanov
Өmürbek Toktoguloviç Babanov (in kirghiso Өмүрбек Токтогулович Бабанов?; Şımkent, 15 gennaio 1970) è un politico kirghiso.
Dal settembre al novembre 2011 e nuovamente dal dicembre 2011 al dicembre 2012 è stato il Primo ministro del Kirghizistan.